# 2296 Куґультінов
2296 Куґультінов (2296 Kugultinov) — астероїд головного поясу, відкритий 18 січня 1975 року.
Тіссеранів параметр щодо Юпітера — 3,178.